# رافاييل كوستا (سياسي)
رافاييل كوستا (بالإيطالية: Raffaele Costa)‏ هو سياسي إيطالي، ولد في 8 سبتمبر 1936 بموندوفي في إيطاليا. حزبياً، نشط في فورزا إيطاليا.

## مناصب
- في انتخابات البرلمان الأوروبي 1999، انتخب عضو في البرلمان الأوروبي عن دائرة إيطاليا لترشحه ضمن  قائمة فورزا إيطاليا (إيطاليا)، وقد انضم خلال فترته النيابية (20 يوليو 1999 – 19 يوليو 2004)  للكتلة البرلمانية الكتلة البرلمانية لحزب الشعب الأوروبي.
- انتخب  (28 يونيو 1992 – 21 فبراير 1993).
- انتخب  (29 أبريل 1993 – 2 يناير 1994).
- انتخب Italian Minister of Transports ‏ (2 يناير 1993 – 11 مايو 1994).
- انتخب Italian Minister of Transports ‏ (29 أبريل 1993 – 2 يناير 1994).
- انتخب وزير الصحة (11 مايو 1994 – 17 يناير 1995).
- انتخب وزير الصحة (21 فبراير 1993 – 29 أبريل 1993).
- انتخب عضو مجلس النواب في الجمهورية الإيطالية.